# Боленцин (Пшисуський повіт)
Боленцин (пол. Bolęcin) — село в Польщі, у гміні Борковиці Пшисуського повіту Мазовецького воєводства.
Населення — 47 осіб (2011).
У 1975-1998 роках село належало до Радомського воєводства.

## Демографія
Демографічна структура станом на 31 березня 2011 року:
|          | Загалом | Допрацездатний вік | Працездатний вік | Постпрацездатний вік |
| -------- | ------- | ------------------ | ---------------- | -------------------- |
| Чоловіки | 27      | 8                  | 14               | 5                    |
| Жінки    | 20      | 3                  | 6                | 11                   |
| Разом    | 47      | 11                 | 20               | 16                   |